# Antimaquinisme a Espanya
L’antimaquinisme a Espanya va ser un moviment de rebuig a l'ús de màquines en el procés de producció industrial durant el segle XIX. Aquest fenomen va sorgir principalment entre els obrers i artesans, que veien com les màquines substituïen la seva feina i empitjoraven les seves condicions laborals. Aquest malestar va portar a protestes i accions violentes, com la destrucció de maquinària, sobretot en sectors com el tèxtil. L’antimaquinisme espanyol s'emmarcava dins d’un context més ampli de la Revolució Industrial i les seves conseqüències socials, i reflectia la preocupació pels efectes de la industrialització en els treballadors i les seves famílies.
Tot i que l'antimaquinisme espanyol no va tenir l'amplitud i l'auge del luddisme anglès, també va haver-hi atemptats i nombroses amenaces contra l'ús de maquinària a les fàbriques des del principi del segle xix. De fet, alguns d'ells van succeir abans de l'aparició del luddisme i fins i tot abans que es pugui parlar pròpiament de societats industrials. Cal entendre l'antimaquinisme, per tant, no com un moviment purament industrial, sinó com un conjunt d'accions col·lectives de caràcter solidari que van sorgir de situacions molt diverses.

## L'antimaquinisme a Espanya

### A Catalunya
A Catalunya, l'antimaquinisme va ser molt actiu fins més o menys la meitat del segle xix. Cal entendre, però, que no estem davant un moviment condensat en un període curt de temps, a diferència, per exemple, del luddisme anglès, que es pot emmarcar de manera prou encertada en la segona dècada del segle xix. L'antimaquinisme català és un moviment heterogeni, que trobem tant al camp com a la ciutat, i que va produint incidents de diferent calat durant uns cinquanta anys, en els que les condicions polítiques, socials i fins i tot les cosmovisions van canviar de manera molt acusada. És precisament per això per què no es pot entendre aquest moviment com quelcom continu, sinó com una sèrie d'esdeveniments sense gaires coincidències més enllà del mètode de protesta.
El primer incident d'aquestes característiques del qual es té constància a Catalunya és a un incendi provocat a Terrassa al 1802, contra la fusteria dels germans Ubach, membres de la menestralia enriquida, que creaven màquines de filar de caràcter preindustrial i de transcencència essencialment local. Aquestes màquines amenaçaven amb trencar el fràgil equilibri social de la Terrassa premoderna, en el que els mètodes de producció eren de naturalesa artesanal, pel que la població va actuar destruint aquesta amenaça. Per tant, cal entendre aquest moviment com una resposta de solidaritat col·lectiva sorgida d'una mentalitat tradicional enfocada contra individus considerats egoistes, que buscaven enriquir-se a costa de destruir llocs de treball en aquesta població. Això queda palés en la investigació que va portar a terme la Reial Audiencia de Catalunya, que va veure's entorpida per la negativa de la població a senyalar un culpable, tant col·lectiu com individual. Les conseqüències d'aquest incident són motiu de debat, ja que malgrat Benaul Berenguer considera que no va tenir cap efecte, Tuñón de Lara afirma que l'introducció de telers mecànics a la vila es va retrasar onze anys respecte Sabadell, malgrat no se sap si va ser per aquest motiu o per un altre.
El 1820, milers de treballadors van irrompre a fàbriques tèxtils amb l'objectiu de trobar gènere estranger. En el seu procés, van trencar portes i telers de fabricants que s'oposaven a les seves peticions. El seguent incident d'aquest tipus es va produir a la vila catalana de Camprodon. La data en el que es van produir els fets és motiu de debat, però és segur que es produeix entre 1823 i 1824. En aquesta vila, un grup d'homes i dones van entrar a la fàbrica tèxtil de Miquela Lacot i van destruir màquines de filar i cardar, acte pel que quatre dels assaltants van ser sotmesos a un consell de guerra, acusats d'haver destruït maquinària de fabricació d'origen anglès, però el cas no va arribar a escalar perquè l'ama de la fabrica els va perdonar, tot demanant al rei que protegís els centres fabrils d'incidents com aquests. Precisament a aquest fet fà menció la reial ordre publicada al 1824, que establia que les autoritats havien de fer una doble funció a partir d'aquell moment, en primer lloc protegir els establiments fabrils davant "los tristes resultados que padecieron las fábricas de Alcoy, Segovia y otras, por iguales causas de anteponer los jornaleros su interés y subsistencia a la autoridad pública", i per altra banda, donava als donava als ajuntaments i les rectories la ordre d'instruir al poble en el "bien que trae el uso de las maquinas".
Al llarg de 1827 i 1832 es van produir un augment considerable de les inversions industrials a Catalunya. A aquest darrer any, es va introduir el primer teler mecànic a la fàbrica Bonaplata, Vilaregut, Rull i Companyia. Aquesta fàbrica, coneguda popularment com El Vapor, fou destruïda a finals de juliol del 1835, en un context més ampli de crisi econòmica i política a Catalunya i de bullangues de caràcter anticlerical a la ciutat de Barcelona, produïdes per les notícies d'una massacre del bàndol carlí a membres de la milícia urbana a Reus. Tampoc va ajudar, indubtablement, la tremenda impopularitat del Capità General de Catalunya, Manuel Llauder. En aquest context tan delicat, la nit del 25 de juliol una multitud va rodejar la fàbrica Bonaplata i, en ser disparada des de l'interior d'aquesta per un contingent de treballadors capitanejats pel fill de Josep Bonaplata, assalta la fàbrica i li cala foc. En aquest enfrontament van morir entre cinc i quinze persones, sense comptar la repressió que va seguir l'esdeveniment, que fou molt dura: quatre assaltants foren afusellats l'endemà i molts altres foren condemnats a llargues penes de presó. La composició d'aquesta multitud que assalta la fàbrica és un altre punt d'ampli debat historiogràfic, amb afirmacions que aquest va ser provocat pels mateixos treballadors d'aquesta fàbrica, per la patuleia barcelonina o fins i tot es va afirmar que va ser una acció portada a terme per mariners i gitanos, tot i que aquesta última és probablement un cap de turc, amb la intenció d'exculpar la societat barcelonina en el seu conjunt.
Als anys següents les accions antimaquinistes també van ser freqüents, però aquestes han quedat silenciades per la manca d'estudi i investigació; en la major part dels casos, només sabem que van existir els conflictes, no què va passar en aquests. El juny de 1836, un grup de persones va atacar i destruir maquinària moderna a Sabadell, ciutat que s'havia convertit en un dels centres neuràlgics de la producció llanera peninsular. No se sap quin és el raonament ni quin grup social va participar d'aquest conflicte, però l'entorn i el moment en el qual es va produir aquest indiquen que el sistema fabril encara estava a les beceroles, per la qual cosa el més probable és que aquest atac fos una reacció contra la introducció d'aquest per part de l'artesanat i els treballadors del domestic system.
Del següent incident arriba més informació, malgrat que aquesta és, en ocasions, contradictòria. L'incident es produí, sense dubte, a la fàbrica de Subirats, Vila i Companyia, a la població d'Igualada, cap a finals de la dècada dels quaranta del segle XIX. Aquesta anava a concentrar uns 500 telers mecànics, moguts per una màquina de vapor de 160 CV, que mobilitzaria aproximadament un miler d'homes. Finalment, aquesta no va arribar a obrir, ja que va ser incendiada la nit abans de l'obertura, amb raons que alguns autors atribueixen a obrers acomiadats o ressentits, i altres a què aquesta fàbrica pertanyia a Agustín Fernando Muñoz y Sánchez, duc de Riánsares i marit de la regent Maria Cristina. Quina és aquesta data també és motiu de debat: mentre les obres més recents afirmen que aquest incident es va produir el 1848, Joan Mercader afirma al seu monogràfic d'història igualadina que aquest va produir-se un any abans, el 1847.
Si cap a principis dels anys trenta del segle és quan s'introdueix la força del vapor a la societat catalana i barcelonina, és als anys quaranta quan esclata la seva popularitat. Aquesta és tal que, a principis de la dècada dels cinquanta, les explotacions de filatura sense maquinària a vapor queden relegades a una minoria als entorns de la Ciutat Comtal. En els altres rams de la indústria tèxtil, és a dir, el teixit i l'estampat, aquest procés de maquinització va ser molt més lent, especialment l'últim, que cap a mitjan segle XIX encara no havia patit canvis substancials en la seva forma de treball. En aquesta mateixa època, el teixit de la capital catalana estava format per més de deu mil telers, dels quals menys d'un quart eren a vapor. Durant la Dècada moderada, és a dir, mentre es produia aquest a progressiva modernització de la maquinaria tèxtil, les associacions obreres havien estat relegades a la clandestinitat però no havien deixat de créixer, ans al contrari. Així, l'últim esclat antimaquinista del Principat començà amb un moviment en suport a la Vicalvarada, que inicià el Bienni Progressista, a Barcelona, i que després s'extenguè per tot el territori català. Aquest seguit d'atacs contra maquinària es va conèixer com a conflicte de les selfactines. Aquest nom prové de la selfactina, una maquina de filar introduida a Catalunya a mitjans de la dècada dels quaranta que va anar substituint a les mule-jennies, que ja funcionaven a vapor. Aquesta màquina automatitzava bona part dels processos manuals que havien de fer obrers amb una alta qualificació que, per tant, rebien sous relatiament elevats, permetent als patrons renegociar els sous a la baixa, reduir les plantilles i transformar als filadors en força de treball fàcilment reemplaçable.

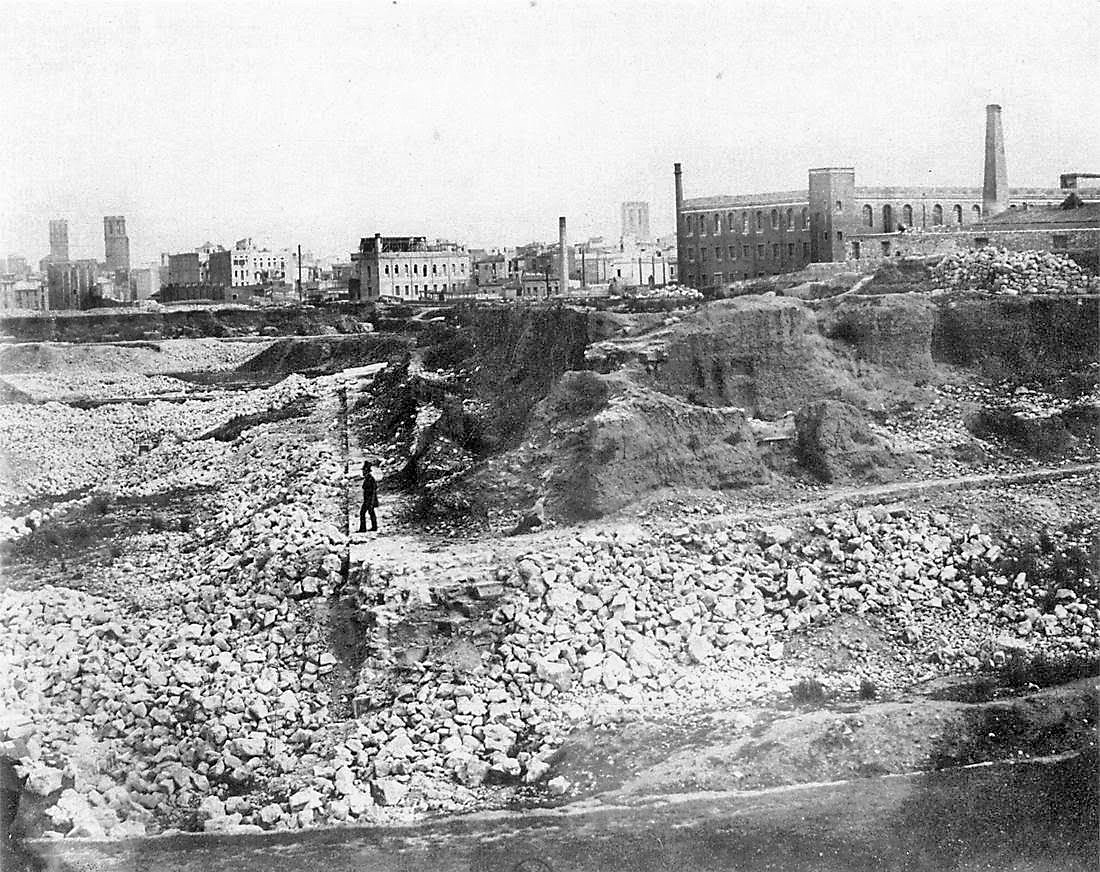
Barcelona al 1855

El 14 de juliol durant la massa obrera de la Ciutat Comtal va començar una manifestació multitudinària amb suport de la burgesia i els alts càrrecs institucionals de caràcter progressista, però en arribar la nit, van perdre el control de la multitud, que va començar a assaltar i destruir les fàbriques que tenien aquestes màquines. Cal mencionar que si bé les fonts primàries del dia són molt catastrofistes, la realitat va ser que aquests disturbis no van ser pas tan destructius. En total es van assaltar sis fàbriques, el més greu dels quals va ser el que patir la casa-fàbrica de Pere Arnau, que va acabar amb el mateix Pere Arnau i un dels seus fills mort i la fàbrica cremada. De les altres cinc, una només va patir desperfectes menors, dues van ser saquejades i al parell restant se'n van destruir quatre selfactines i sis màquines contínues. Dos dies després, el 16 de juliol, es van assaltar dues fàbriques més, que va resultar en la destrucció de dues màquines selfactines, divuit capçals i altres peces. En veure que els atacs no paraven, el governador militar Ramón de la Rocha va aprovar un ban que comunicava que qualsevol que fos trobat intentant provocar un incendi a una fàbrica o robant per valor de més de vint rals seria afusellat. Aquella mateixa tarda s'afusellaren a tres persones, seguides de tres més l'endemà. La destrucció de les màquines va ser condemnada per les associacions obreres, no pel fons sinó per la forma. De fet, van mantenir la vaga fins al dia 25 de juliol, quan el governador de la Rocha, veient-se atrapat entre els obrers i els progressistes, que demanaven canvis, va veure's obligat a cedir a les demandes dels filadors i prohibir l'ús de màquines selfactines a la ciutat.
El moviment es va estendre, amb una menor estridència, per altres poblacions catalanes, com Mataró, Valls, Santpedor, Maresa, Navarcles, Sallent o Sant Andreu del Palomar. Finalment es va arribar a un acord, pel qual els treballadors acceptaven l'ús de les filadores mecàniques a canvi d'un increment dels salaris. Fins i tot dos anys més tard, el 1856 van aparèixer en diversos centres industrials catalans diferents pasquins que incitava a destruir les fàbriques de vapor. Es van arribar a produir alguns atacs, com l'incendi en una de filatura de Les Masies de Roda.

### A l'Aragó
El 1614, molts abans de les accions luddites pròpiament dites als anys 1820, la casa d'un Teixidor de panys a Saragossa fou incendiada a la nit, cremant-se un telar i una peça de pany.

### A la Comunitat Valenciana
El 1818, en introduir-se les primeres màquines de cardar i filar a la localitat d'Alcoi, van haver de ser escoltades, ja que hi existien rumors d'un possible assalt i destrucció d'aquestes. Tres anys més tard, els rumors van esdevenir una realitat. Després d'una reunió pública i a plena llum del dia, uns 1.200 homes dels municipis veïns que treballaven en règim de putting-out, van destruir la maquinària, situada a l'exterior d'Alcoi. Van retirar-se només després de la promesa de l'ajuntament que les que es trobaven a l'interior serien desmuntades. El nombre de màquines fetes malbé van ser més de 15. Davant aquesta situació, l'alcalde de la localitat Valenciana va sol·licitar suport militar. Així, un regiment de cavalleria i un altre d'infanteria, procedents de Xàtiva i Alacant respectivament, van entrar a la ciutat. Els fets van tenir una gran repercussió: entre vuit-cents i mil treballadors van ser encausats i 79 d'ells acabaren condemnats. L'esdeveniment va ser, a més, debatut en nombroses ocasions les Corts.
En els anys següents van continuar havent-hi enfrontaments entre treballadors tèxtils contraris a la utilització de les màquines i els favorables a la seva implantació. Tanmateix, no es va repetir un fet semblant al de 1821 fins al 1823, quan mig miler d'homes van entrar a la ciutat amb l'objectiu de repetir les actuacions prèvies. L'intent, que esdevingué un enfrontament amb les tropes, va acabar amb nombrosos ferits i cinc detinguts.
Tot i repetir-se fets similars en els anys següents, mai van arribar a ser de la mateixa intensitat.

### A Castella-la-Manxa
El 1735, després que a Toledo s'ordenés una llibertat de pes en els teixits, els treballadors, conscients que aquesta mesura reduiria els salaris, van decidir tallar les peces fetes als seus telers. Això va provocar que tota la fàbrica de teixits de la ciutat es paralitzés. També s'hi van provocar incendis en 1809 en el complex industrial de Sargadelos.

### A Madrid
El 1675, 1736 i 1750 es van produir diversos incendis nocturns que van acabar amb la maquinària en la serradora hidràulica de tallar fusta situada a Aranjuez. El 1722, l'acció d'uns treballadors van rebentar el forn de la fàbrica de vidre de Nou Baztan ficant-li salnitre.

### A Andalusia
El 1885 es va produir un aixecament de les dones treballadores a la fàbrica de tabac de Sevilla, fundada al segle xvii. Aquestes, davant els rumors sobre la imminent arribada de maquinària a la fàbrica, van abandonar la feina i es van dirigir al carrer, tot cridant: "¡Abajo las maquinas que nos roban el pan!". A causa de les pèrdues ocasionades per l'abandonament del seu lloc de treball, l'empresa va haver de cedir. De totes maneres, però, va dur a terme un pla d'estratègia indirecta de mecanització: no contractant noves treballadores durant bastants anys, de manera que, l'envelliment de la plantilla, la seva disminució numèrica i la promesa que les noves operaries en el futur serien instruïdes en l'ús de la maquinària, obligués a les treballadores a cedir, fet que es va donar diversos anys següents, ja al començament del segle xx.

### A Castella i Lleó
Es van produir diferents incendis a la fàbrica segoviana de Ortiz de Paz al 1817, 1820, 1823 i finalment, el 1827, la qual va provocar el seu tancament definitiu. Tot i que no se sap quins van ser els culpables, es creu que va ser obra d'alguns treballadors aliens a la fàbrica, que treballaven en uns tallers cada cop més antiquats i amb uns salaris cada cop més reduïts amb relació a la fàbrica de Ortiz de Paz.
A mitjans del segle xix es va produir la destrucció i incendi de maquinària a Béjar i diverses localitats de Castella la Vella. Aquest darrer cas resulta veritablement curiós per tres raons: la importància de la participació femenina, la gran quantitat de fàbriques que van ser cremades per la multitud a Palència, Medina de Rioseco, Benavente, etc., y, per acabar, la severitat de la repressió, amb més de 20 fusilats.

### A Galicia
El 1785 uns pescadors gallecs, després que els comerciants catalans haguessin desorganitzat les seves arts tradicionals de pesca, van decidir atacar les seves embarcacions i xarxes.
Des de 1812 i fins a 1830 es van anar produint diferents atacs en les ries gallegues a les xarxes, magatzems i fàbriques de salaons catalanes. Van a haver-hi, fins i tot, enfrontaments amb armes com fusells i canyons de petit calibre.